# Jolo (Sulu)
Jolo ist eine philippinische Stadtgemeinde auf der gleichnamigen Insel Jolo. Sie hat 125.564 Einwohner (Zensus 1. August 2015) und ist Verwaltungssitz der Provinz Sulu.
Jolo war Zentrum des Sultanats von Sulu.

## Baranggays
Jolo ist politisch in acht Baranggays unterteilt.
| - Alat - Asturias - Bus-Bus - Chinese Pier | - San Raymundo - Takut-Takut - Tulay - Walled City |

## Geschichte
Im Januar 2019 wurde durch die islamistische Terrorgruppe Abu Sayyaf ein Bombenanschlag auf die Kathedrale des römisch-katholischen Apostolischen Vikariats Jolo verübt.
siehe Hauptartikel → Anschlag auf die Kathedrale von Jolo im Januar 2019